# Międzynarodowa Unia Nauk Geologicznych
Międzynarodowa Unia Nauk Geologicznych (ang. International Union of Geological Sciences (IUGS)) – organizacja naukowa utworzona w 1961 roku w Paryżu, wspierająca współpracę międzynarodową w dziedzinie geologii i nauk pokrewnych. Zrzesza 121 państw (wśród nich Polskę).